# Gare d'Offenbourg
La gare d'Offenbourg est une gare ferroviaire allemande située sur le territoire de la ville d'Offenbourg, chef-lieu de l'arrondissement de l'Ortenau, dans le Pays de Bade et le Land de Bade-Wurtemberg.

## Situation ferroviaire

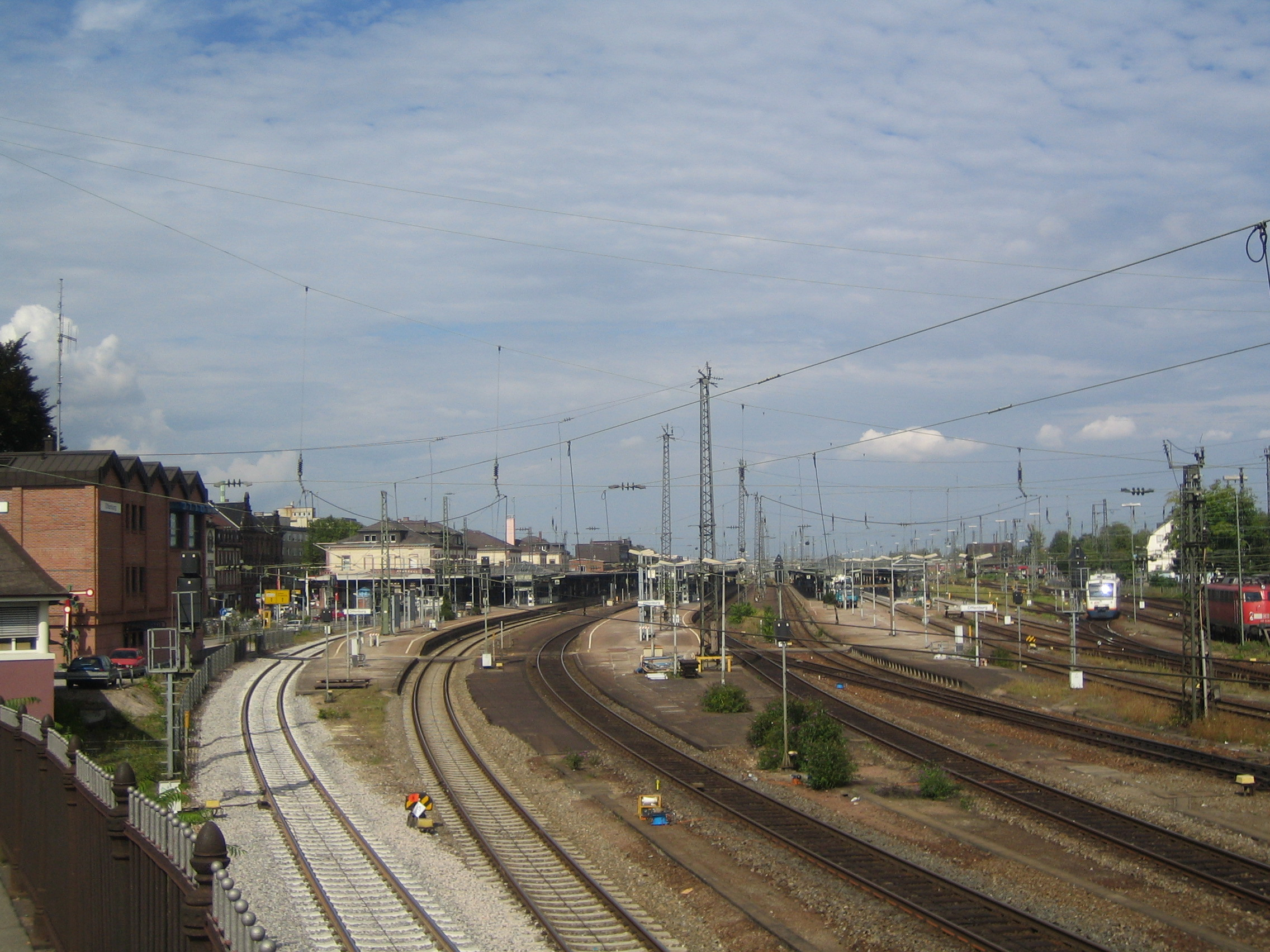
Vue d'ensemble de la gare, en direction de Karlsruhe.

La gare est située au point kilométrique 145,5 de la ligne de Mannheim à Bâle (Rheintalbahn) entre les gares d'Appenweier et de Friesenheim.
La bifurcation d'Appenweier, pour la ligne vers Kehl et Strasbourg, est à 7 km au nord de la gare.
La gare est aussi l'origine de la Ligne de la Forêt-Noire vers Singen, la gare suivante étant Offenbourg-Kreisschulzentrum.

## Histoire
- 1er juin 1844 : Ouverture de la section Baden-Oos – Offenbourg de la ligne de Mannheim à Bâle.
- 1er août 1845 : Sur cette même ligne, la section Offenbourg – Fribourg est mise en service.

## Service des voyageurs

### Accueil
Le bâtiment voyageurs dispose de guichets, d'un point presse et d'un accueil d'information, ainsi que plusieurs distributeurs de titres de transport.
Le changement de quai s'effectue grâce à deux passages souterrains.

### Desserte
- Quai 1 : grandes lignes direction Freiburg
- Quai 2 : lignes régionales direction Freiburg
- Quai 3 : grandes lignes direction Karlsruhe et quelques lignes régionales direction Freiburg
- Quai 4 : lignes régionales vers Strasbourg et quelques lignes régionales direction Karlsruhe
- Quai 5 : lignes régionales et quelques lignes InterCity direction Konstanz
- Quai 6 : lignes régionales direction Karlsruhe
- Quai 7 : lignes régionales direction Freudenstadt et Bad Griesbach

#### Vers la France

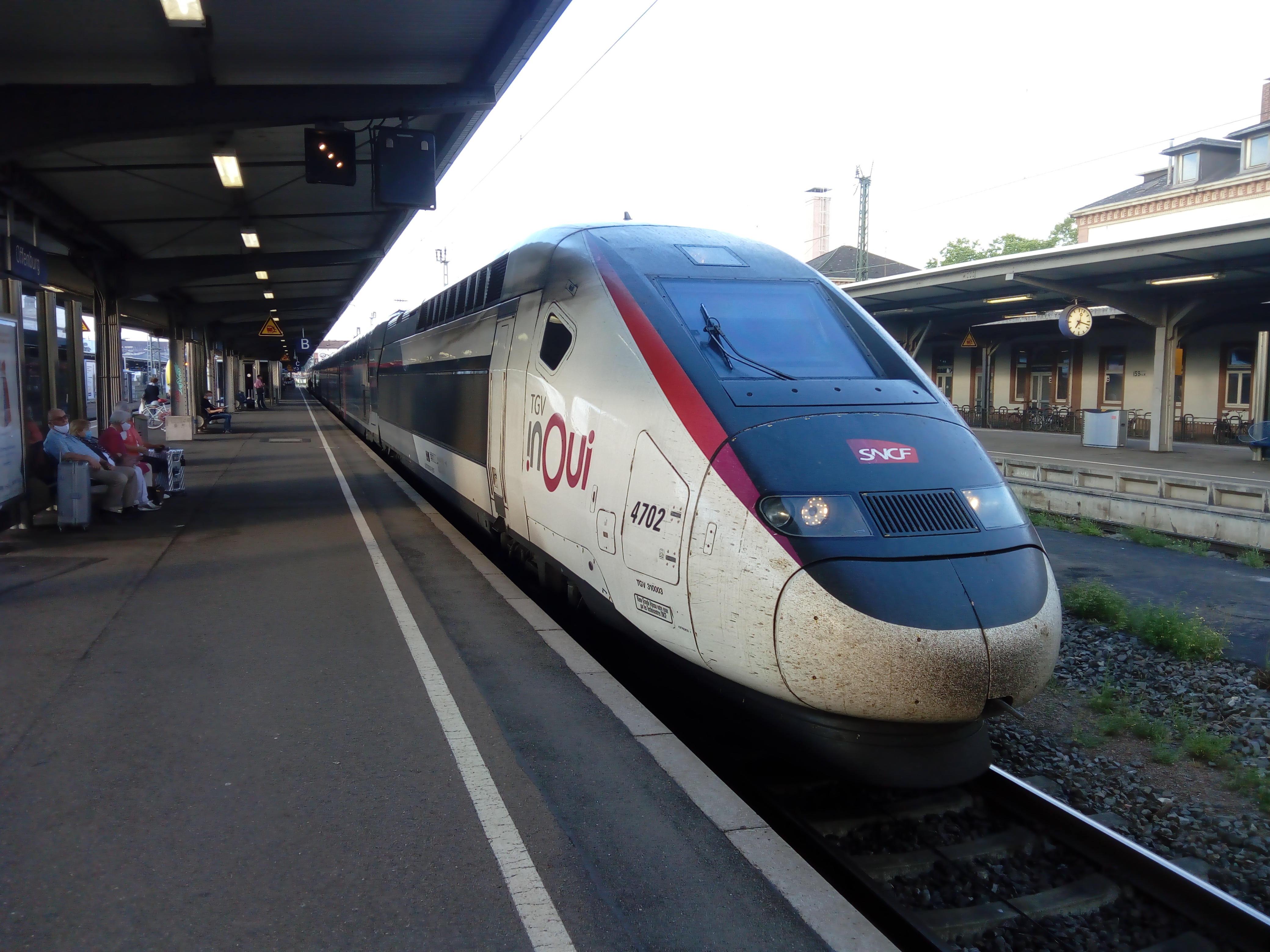
TGV à destination de Paris.

La gare est desservie par les trains régionaux Strasbourg – Offenbourg, exploités par l'Ortenau-S-Bahn et le TER Grand Est.
À cela s'ajoutent des TGV inOui, reliant Paris à Fribourg-en-Brisgau.